# Elatostema youyangense
Elatostema youyangense är en nässelväxtart som beskrevs av Wen Tsai Wang. Elatostema youyangense ingår i släktet Elatostema och familjen nässelväxter. Inga underarter finns listade i Catalogue of Life.